# Ентоні Бурден
Ентоні Бурден (25 червня 1956 , Нью-Йорк, Нью-Йорк  — 8 червня 2018 , Кезерсберг-Віньобль ) — американський шеф-кухар, письменник, мандрівник-документаліст і телеведучий, відомий за програмами, що досліджували міжнародну культуру, кухню і людську ситуацію. Бурден вважався одним з найбільш впливових шеф-кухарів сучасності.
Закінчив Кулінарний інститут Америки в 1978 році, Бурден за свою довгу кар'єру був шеф-кухарем різних відомих ресторанів, в тому числі «Brasserie Les Halles» на Манхеттені. Первісну популярність йому принесла книга «Про їжу: строго конфіденційно» (2000), вона стала бестселером. Його перше шоу про їжу і подорожі, «Тур кухаря», транслювалося на каналі Food Network з 2002 по 2003 рік. У 2005 році він почав співпрацю з каналом Travel Channel, де вів програми «Ентоні Бурден: Без попередніх замовлень» (2005—2012) і «Пересадка» (2011—2013). З 2013 по 2015 рік він був суддею реаліті-шоу «Смак», в той же час перейшовши на канал CNN, де в якості ведучого він працював над програмою «Ентоні Бурден: Невідомі частини» (2013—2018).
8 червня 2018 року Бурден був знайдений мертвим в його кімнаті в готелі «Le Chambard» в Кезерсберзі, Франція. За попередніми даними слідства, смерть наступила в результаті самогубства через повішення. Бурден подорожував разом зі своїм другом Еріком Ріпертом, який захвилювався після того, як той пропустив вечерю і сніданок. Крістіан де Рокіньї, прокурор провінції Кольмар, заявив, що на тілі Бурдена не було виявлено ознак боротьби, охарактеризувавши самогубство як «імпульсивну дію». Результати токсикології показали, що в його організмі не було знайдено слідів наркотиків, показавши лише невеликий вміст терапевтичних ненаркотичних ліків. На момент своєї смерті Бурден працював над епізодом «Невідомих частин» неподалік від Страсбурга.